# 순천대석초등학교
순천대석초등학교는 대한민국 전라남도 순천시 연향동에 있는 공립 초등학교이다.

## 학교 연혁
- 2020년 9월 1일 제9대 허관태 교장 부임
- 2020년 2월 7일 제20회 졸업식(109명)총3,720명 배출
- 2003년 6월 1일 현재 교명으로 변경
- 2000년 2월 10일 순천금당초등학교 개교

## 학교 동문
백계중
한양대학교 출신 배구선수

## 학교 상징
- 우리 학교 꽃 - 동백 : 사랑, 믿음, 영생
- 우리 학교 나무 - 소나무 : 의지, 끈기, 기상
- 우리 학교 색 - 황금색 : 희망, 평화, 불변

## 참고 자료
- 순천대석초등학교 - 한국교육학술정보원 학교알리미